# حسین‌آباد (هنام)
حسین‌آباد یک روستا در ایران است که در دهستان هنام شهرستان سلسله] در استان لرستان واقع شده‌است. حسین‌آباد ۸۲ نفر جمعیت دارد.

## جمعیت
این روستا در بخش مرکزی شهرستان سلسله قرار دارد و براساس سرشماری مرکز آمار ایران در سال ۱۳۸۵، جمعیت آن ۸۲ نفر (۲۰ خانوار) بوده‌است.